# Меглинский, Игорь Владиславович
И́горь Владисла́вович Меглинский (род. 3 апреля 1968) — российский, английский и новозеландский физик, профессор Университета Астон.

## Биография
- С 1992 по 1994 год — аспирант и в 1996—1997 годах преподаватель, директор учебного центра в Саратовском государственном университете
- в 1995 по 1996 гг. учился в Пенсильванском университете под руководством профессора Britton Chance
- в 1998 по 2001 работал в университете Эксетер (Великобритания)
- в 2001 году стал доцентом университета Крэнфилд (Великобритания)
- в 2009 году — доцент/профессор в Университете Отаго (Новая Зеландия)
- в 2014 году — профессор в Университете Оулу (Финляндия)
- в 2019 году — профессор в Университете Астон (Великобритания)
- в 2020 году — профессор в Первом Московском государственном медицинском университете имени И.М. Сеченова

## Членство в организациях
- член Института физики (IoP)
- член Общества оптики и фотоники (SPIE)
- член Оптического общества Америки (OSA)
- член международного Института инженеров электротехники и электроники (IEEE)
- член Королевского общества микроскопии — The Royal Microscopical Society
- член международного научно исследовательского консорциума «Биофотоника для жизни»

## Научные интересы
Фотоника и Биофотоника. Биомедицинская оптика. Оптика биотканей. Оптическая диагностика. Оптические сенсоры. Биосенсоры. Нано-сенсоры. Разработка новых методов
диагностики и их применение в биологии, медицине, экологии и индустрии. Kогерентные эффекты многократного рассеяния. Поляризация. Kогерентное обратное рассеянние света.
Разработка оптических методов диагностики кровотока, раковых заболеваний, мозга и др.

## Работы
- R. Zhu, T. Avsievich, A. Popov, A. Bykov, and I. Meglinski, “In vivo nano-biosensors of red blood cell-mediated delivery”, Biosensors & Bioelectronics, Vol.175, 112845 (2021) // https://doi.org/10.1016/j.bios.2020.112845
- V. Ushenko, B.T. Hogan, A. Dubolazov, G. Piavchenko, S.L. Kuznetsov, A.G. Ushenko, Yu.O. Ushenko, M. Gorsky, A. Bykov and I. Meglinski, “3D Mueller matrix mapping of layered distributions of depolarisation degree for analysis of prostate adenoma and carcinoma diffuse tissues”, Scientific Reports, Vol.11, 5162 (2021) // https://doi.org/10.1038/s41598-021-83986-4
- V.A. Ushenko, B.T. Hogan, A. Dubolazov, A.V. Grechina, T.V. Boronikhina, M. Gorsky, A.G. Ushenko, Yu.O. Ushenko, A. Bykov, and I. Meglinski, “Embossed Topographic Depolarisation Maps of Biological Tissues with Different Morphological Structures”, Scientific Reports, Vol.11, 3871 (2021) // https://doi.org/10.1038/s41598-021-83017-2
- I. Meglinski, et al., “Shedding the Polarized Light on Biological Tissues”, Springer Briefs in Applied Science and Technology, Springer, Singapore (2021) // ISBN 978-981-10-4047-4
- T. Avsievich, A. Popov, A. Bykov, and I. Meglinski, «Mutual interaction of red blood cells influenced by nanoparticles», Scientific Reports, Vol.9, 5147 (2019) // https://doi.org/10.1038/s41598-019-41643-x
- I. Meglinski, «Biophotonics for Medical Applications», Woodhead Publishing, Cambridge, UK (2015) // Book // ISBN 978-0857096623
- B. Kunnen, C. Macdonald, A. Doronin, S. Jacques, M. Eccles, and I. Meglinski, «Application of circularly polarized light for non-invasive diagnosis of cancerous tissues and turbid tissue-like scattering media», Journal of Biophotonics, Vol.8, No.4, pp. 317 – 323 (2015) // https://doi.org/10.1002/jbio.201400104
- И. В. Меглинский, и др. «О природе биологического нуля в задачах динамического рассеяния света», Доклады Академии Наук. Т.451. № 4. C.393 — 396 (2013).
- I. Meglinski, et. al. «Monte Carlo Simulation of Coherent Effects in Multiple Scattering», Proc. Roy. Soc. A, Vol.461, No.:2053, pp. 43–53 (2005) // https://doi.org/10.1098/rspa.2004.1369

## Награды
Премия APEX, Королевское научное общество, Великобритания (2021)  
Заслуженный член Института Физики (Великобритания) — Fellow, Institute of Physics (FInstP) 
Заслуженный член международного Общества оптики и фотоники  —  SPIE Fellow
Член правления Королевского общества микроскопии — The Royal Microscopical Society — секция технических и физических наук
«Innovation for the Future» award, UK (2007)
Получил несколько наград за исследования в изучении механизмов взаимодействия оптического излучения с биотканями, в частности премию Международной академической издательской компании «Наука/Интерпериодика» 

## Личная жизнь
Сын Никита (р. 1995) — профессиональный футболист.